# Fantasy of manners

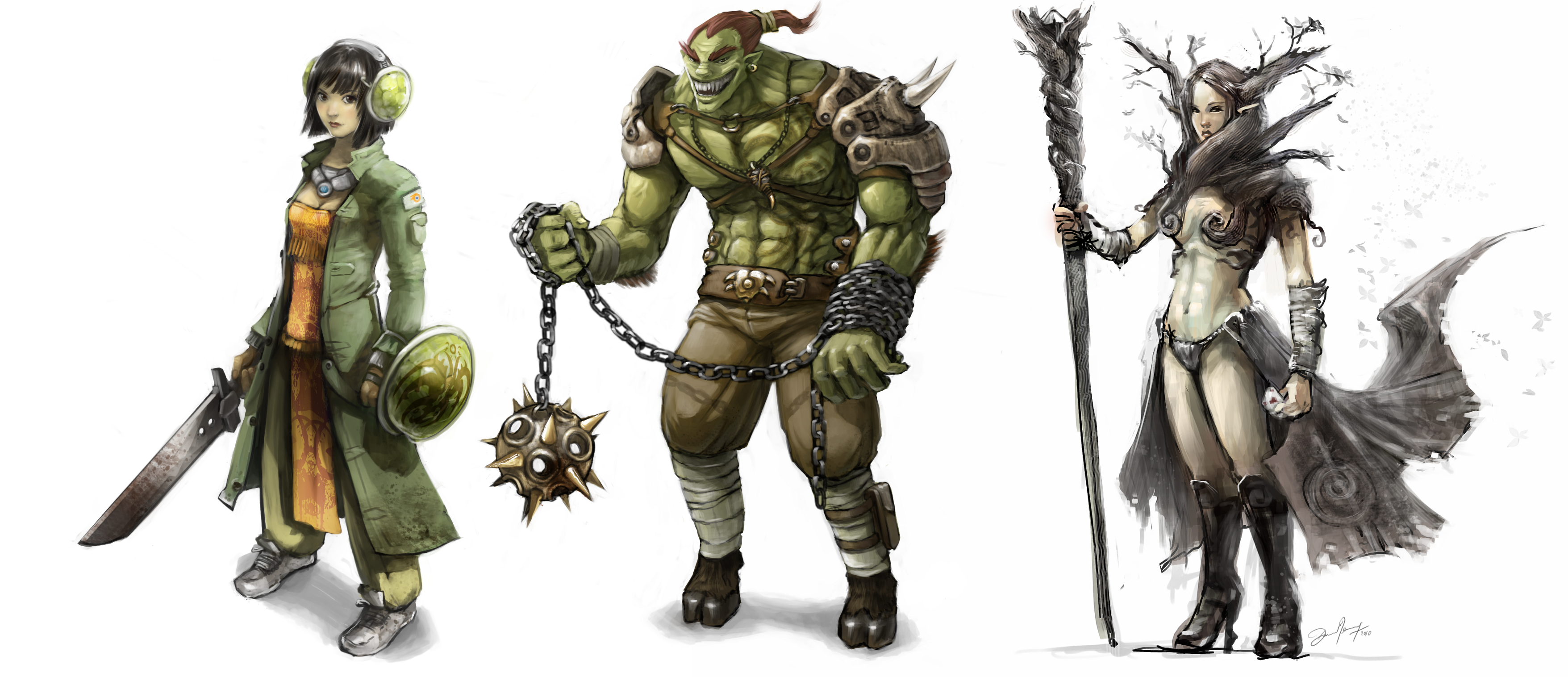
Illustration de l'Open Movie Workshop 'Chaos&Evolutions'. Une formation sur DVD autour de la peinture numérique, du concept art, de Gimp-painter 2.6 et de Mypaint 0.7.

La fantasy de mœurs (fantasy of manners, ou manner fantasy) est un sous-genre de la fantasy apparu dans les années 1980. Il se caractérise par la présence d'un cadre social très élaboré et hiérarchisé dans lequel le héros doit trouver sa place, si besoin en tirant avantage des structures existantes (généralement dans un environnement urbain).
On peut ainsi retrouver comme éléments, des intrigues de cour, politiques et/ou commerciales, une place importante de la cité, de ses habitants et ses environs, des mœurs de la noblesse et du peuple, encore l'usage d'un langage très étudié, que ce soit par une grande préciosité ou par l'utilisation de l'argot.
L'expression est apparue dans un article de Donald G. Keller, « The Manner of Fantasy », paru dans le n° 32 de The New York Review of Science Fiction (avril 1991). Il y définit les influences du genre : au-delà des précurseurs de la fantasy (William Morris, E. R. Eddison, Mervyn Peake, J. R. R. Tolkien), il mentionne les œuvres de Jane Austen et des sœurs Brontë, les romans historiques de Dorothy Dunnett, et plus généralement les séries télévisées (Star Trek, Chapeau melon et bottes de cuir) et la musique (les Beatles, Fairport Convention) qui ont pu bercer l'adolescence des auteurs du genre.

## Auteurs
Les auteurs de fantasy of manners sont majoritairement des femmes.
- Steven Brust
- Emma Bull
- Susanna Clarke
- Pamela Dean
- Teresa Edgerton
- John M. Ford
- Ellen Kushner
- Barbara Hambly
- Alexei Panshin
- Delia Sherman
- Caroline Stevermer
- Charles Stross
- Jo Walton
- Patricia C. Wrede

Parmi les précurseurs du genre, on peut compter Michael Moorcock (Gloriana ou la reine inassouvie, 1978) ou M. John Harrison (la série Viriconium).